# Angriff auf Cassinga

Lage von Cassinga in Angola

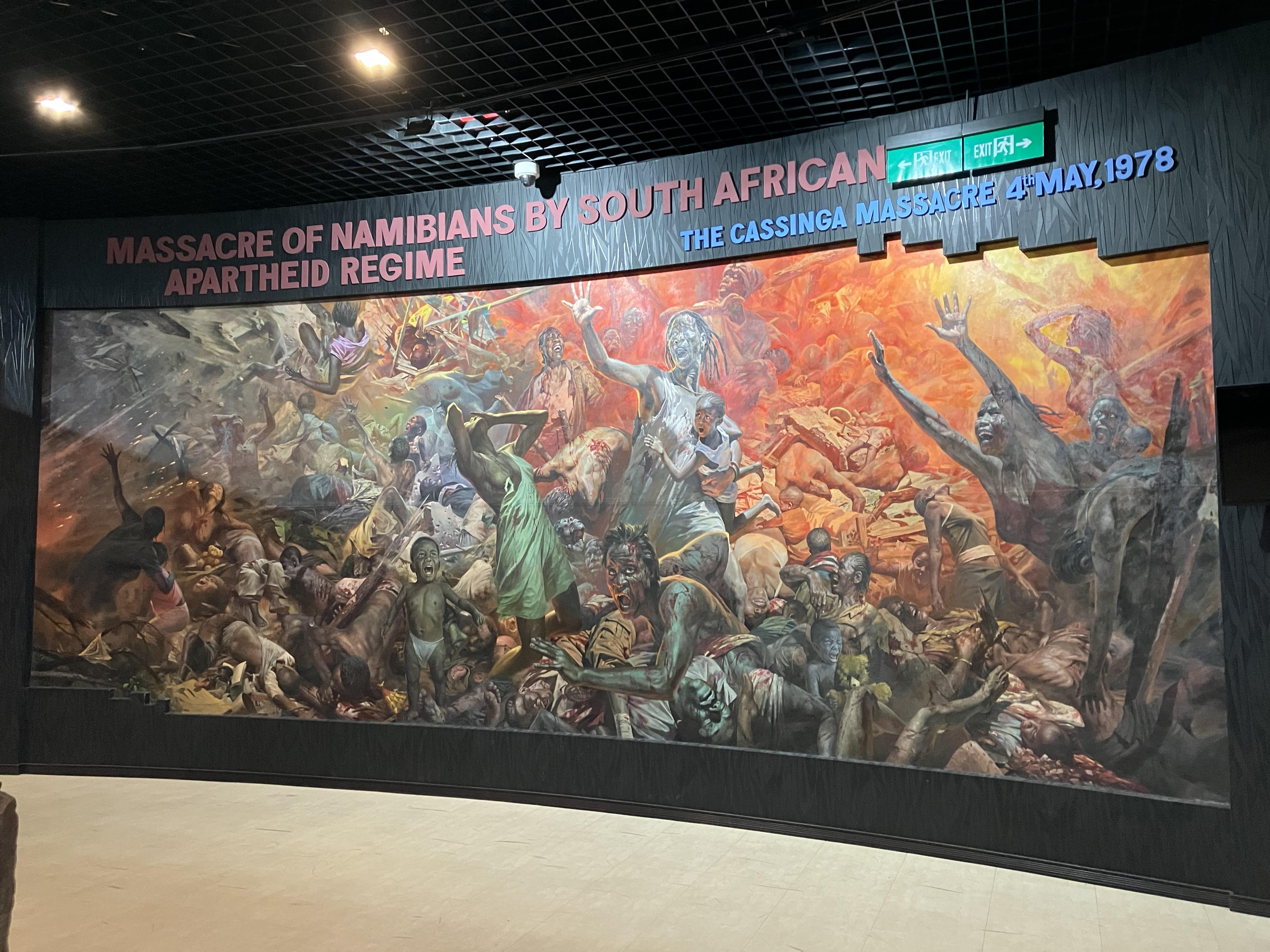
Darstellung des Cassinga-Massakers im namibischen Unabhängigkeits-Gedenkmuseum.

Der Angriff auf Cassinga am 4. Mai 1978 auf ein Lager der SWAPO bei Cassinga im südlichen Angola durch südafrikanische Streitkräfte (SADF), bei dem etwa 600 Menschen ums Leben kamen, war ein Ereignis im namibischen Befreiungskampf.

## Schlacht oder Massaker
Der Angriff fand im Rahmen der Operation Reindeer am 4. Mai 1978 statt. Im Verlauf des Angriffs wurde der Stützpunkt zunächst aus der Luft bombardiert. Daraufhin wurden schwerbewaffnete Fallschirmjäger abgesetzt.
Das Cassinga-Massaker war der erste Großangriff der südafrikanischen Streitkräfte auf eine Einrichtung der SWAPO.
Der Angriff wird in Namibia als Cassinga-Massaker bezeichnet. Einige Anhänger und Sympathisanten des früheren Apartheidregimes Südafrikas bezeichnen das Ereignis heute noch als Schlacht um Cassinga, was eine militärische Konfrontation zwischen ebenbürtigen Gegnern suggeriert und von der Tatsache ablenken soll, dass hier überwiegend unbewaffnete Zivilisten zu Tode gekommen sind.

## Hintergrund
Die SWAPO führte zur Zeit des Angriffes einen bereits seit vielen Jahren andauernden Befreiungskampf gegen die südafrikanische Besatzungsmacht. Dieser hatte die Unabhängigkeit des heutigen Namibias sowie ein Ende der Apartheid zum Ziel. Dabei operierte die SWAPO von benachbarten angolanischem Gebiet aus, wo sich viele Anhänger im Exil befanden, z. B. in dem kleinen Ort Cassinga. Zeitweise kooperierten dort stationierte befreundete angolanische und kubanische Truppen, letztere befanden sich als Verbündete der angolanischen Regierung im Land und stärkten die Verteidigungskapazität gegen Angriffe der hochgerüsteten Apartheidsarmee Südafrikas. Aspekte dieser militärischen Auseinandersetzung müssen im Kontext des Ost-West-Konflikts verstanden werden. Diese militärischen Auseinandersetzungen hielten an bis in die 1990er, dann wurden die Unabhängigkeit Namibias und das Ende der Apartheid erreicht.

## Sichtweisen zur Legitimität des Angriffs und Kriegsverbrechen
Die damaligen Verantwortlichen der apartheids-südafrikanischen Armee behaupteten, das SWAPO-Camp bei Cassinga sei ein legitimes Ziel, da es sich ihrer Auffassung nach um ein militärisches Trainingslager handelte. Die SWAPO und unabhängige internationale Beobachter hingegen bewerteten das Gelände primär als ein Flüchtlingslager. Nach dem Angriff beschuldigte die SWAPO Südafrika der „kaltblütigen Ermordung von unschuldigen und unbewaffneten Zivilisten“. Vier Tage nach dem Angriff, am 8. Mai 1978, trafen die ersten internationalen Journalisten in Cassinga ein. Dort fanden sie zwei Massengräber vor, in welchen sich u. a. die Leichen von 122 Kindern befanden. Außerdem wurden neben den Kinderleichen weitere 582 Tote, darunter augenscheinlich viele Zivilisten, gezählt. Die SWAPO gab des Weiteren an, dass Verletzte, welche im Verlauf des Angriffs nicht rechtzeitig entkommen konnten, von südafrikanischen Fallschirmjägern systematisch zusammengetrieben und erschossen wurden. Einige der Angreifer gestanden später, dass ihnen befohlen wurde, verwundete Überlebende zu ermorden, was nach Internationalem Recht ein Kriegsverbrechen darstellt.

## Folgen
Militärisch betrachtete das apartheids-südafrikanische Militär den Angriff auf Cassinga als Erfolg. Politisch gesehen aber stellte diese Operation Südafrika weiter ins Abseits der Völkergemeinschaft; Südafrika sah sich nach dem Angriff starker internationaler Kritik ausgesetzt. Die SWAPO konnte dahingegen zusätzliche internationale Sympathien zur Fortsetzung des Befreiungskampfes gewinnen. 
Die DDR, welche sich im Kontext des Ost-West-Konflikts und im Ringen um internationale Anerkennung um gute Beziehungen zu den oftmals sozialistisch orientierten Befreiungsbewegungen Afrikas bemühte, stellte schwer verletzten Überlebenden eine kostenlose medizinische Versorgung bereit, wozu sie in die DDR geflogen wurden. 
Außerdem wurden in eigens dafür geschaffenen Einrichtungen, u. a. in Staßfurt und in Bellin, größere Gruppen von Kindern aus Cassinga und anderen SWAPO-Flüchtlingscamps über mehrere Jahre lang versorgt und betreut, wobei sie auch eine Schulbildung nach dem DDR-Curriculum erhielten.
Seit der Unabhängigkeit von Namibia im Jahr 1990 ist der 4. Mai ein nationaler Feiertag: am Cassinga-Tag wird alljährlich den Opfern des Angriffs gedacht. Eine Ausstellung im Unabhängigkeits-Gedenkmuseum in der Hauptstadt Windhoek erinnert an das Massaker.